# Кулибаба, Мария Гордеевна
Мария Гордеевна Кулибаба (Здор) (29 июля 1929, Елизаветовка, Днепропетровский округ — 5 августа 2017, Петриковка, Днепропетровская область) — советский передовик производства в сельском хозяйстве. Герой Социалистического Труда (1950).

## Биография
Родилась 29 июля 1929 года в селе Елизаветовка Петриковского района Днепропетровской области в крестьянской семье.
С 1943 года в период Великой Отечественной войны в возрасте четырнадцати лет работала в Елизаветовке в системе дошкольных учреждений.
С 1947 года перешла работать свинаркой на свиноферму колхоза «Коминтерн» Петриковского района. В совершенстве овладела профессией, добивалась высоких результатов в работе. В 1949 году вырастила от 10 свиноматок по 25 поросят в среднем на свиноматку при среднем живом весе поросёнка в двухмесячном возрасте 15,7 килограмма.
22 августа 1950 года Указом Президиума Верховного Совета СССР «за достижение высоких показателей в животноводстве в 1949 году при выполнении колхозами обязательных поставок и контрактации сельскохозяйственной продукции, натуроплаты за работу МТС и плана прироста поголовья по каждому виду продуктивного скота и птицы» Мария Гордеевна Здор была удостоена звания Героя Социалистического Труда с вручением Ордена Ленина и золотой медали «Серп и Молот».
До 1957 года продолжала работать по основной специальности, в это же время без отрыва от производства окончила Днепропетровскую сельскохозяйственную школу. С 1957 по 1976 годы — учётчица молочнотоварной фермы. В 1976 году вернулась к работе свинаркой, а в 1978 году была назначена заведующей свиноводческой фермой.
В 1951 году М. Г. Здор избиралась делегатом конференции Всемирного совета мира.
Умерла 5 августа 2017 года в посёлке Петриковка, Украина.

## Награды
- Медаль «Серп и Молот» (22.08.1950);
- Орден Ленина (22.08.1950);
- Медаль «За доблестный труд в Великой Отечественной войне 1941—1945 гг.».